# Rete tranviaria di Essen
La rete tranviaria di Essen è la rete tranviaria che serve la città tedesca di Essen.

## Rete
La rete si compone di 8 linee, che in parte condividono i binari con la Stadtbahn (metropolitana leggera):
- 101 Rüttenscheid - Essen Hbf
- 103 Dellwig - Steele
- 104 Hauptfriedhof - Abzweig Aktienstraße
- 105 Frintrop - Rellinghausen
- 106 Essen Hbf - Rüttenscheid
- 107 Gelsenkirchen Hbf - Bredeney
- 108 Altenessen - Bredeney
- 109 Frohnhausen - Steele